# Wohn- und Wirtschaftsgebäude Zevener Straße 18

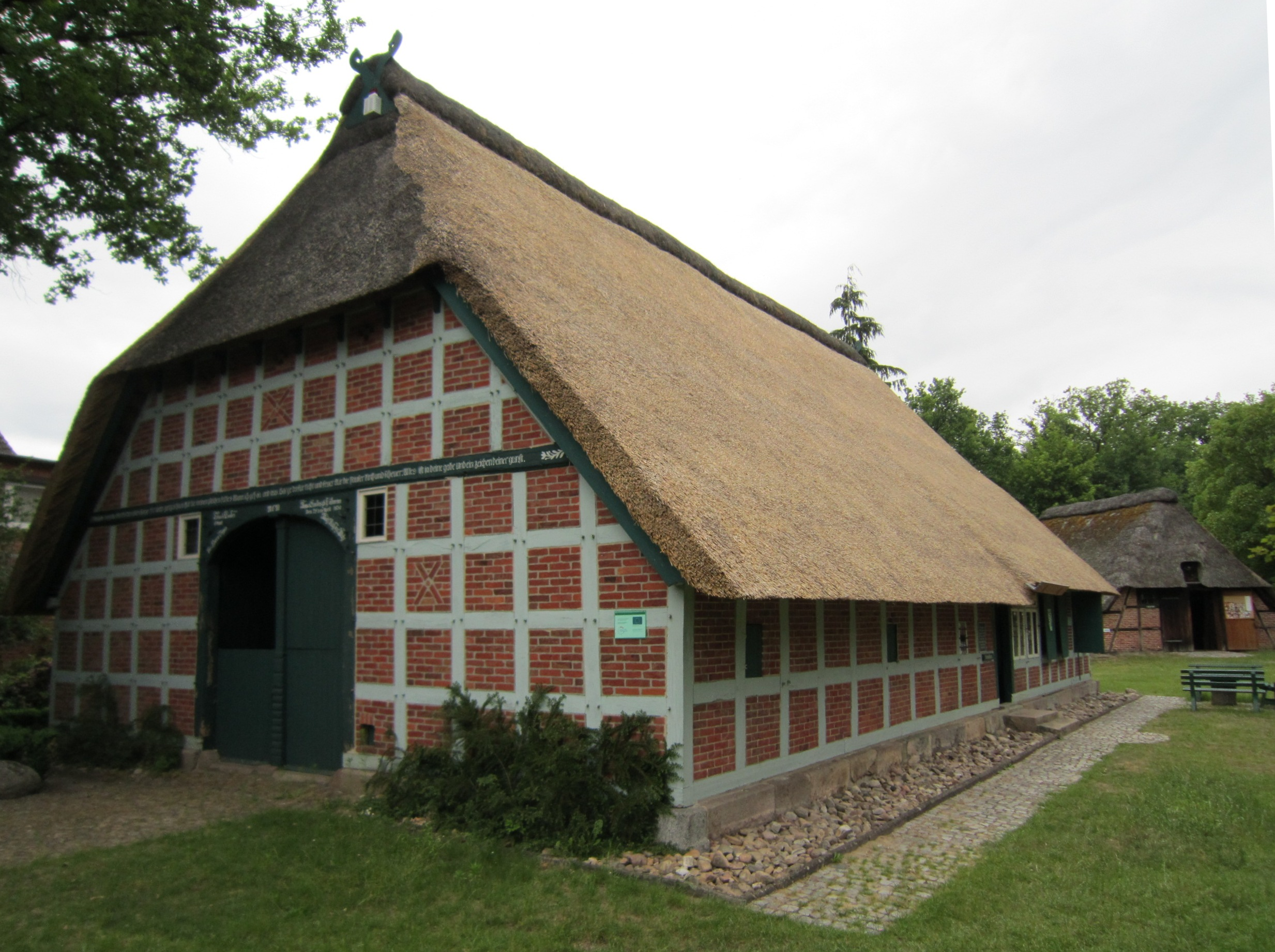
Südwest- und Südostfassade (2011)

Das Wohn- und Wirtschaftsgebäude Zevener Straße 18 (Heimatmuseum Scheeßel) in der niedersächsischen Gemeinde Scheeßel wurde in der ersten Hälfte des 19. Jahrhunderts gebaut. Aktuell (2025) wird es als Heimatmuseum genutzt.
Das Gebäude steht unter Denkmalschutz (siehe auch Liste der Baudenkmale in Scheeßel).

## Geschichte und Beschreibung
Scheeßel wurde 1205 als Archidiakonat genannt und gehört zum heutigen Landkreis Rotenburg (Wümme).
Das eingeschossige giebelständige Wohn- und Wirtschaftsgebäude als Zweiständer-Hallenhaus, auf Granitquadersockel, in Unterrähmkonstruktion und in Fachwerk mit Steinausfachungen, reetgedecktem Krüppelwalmdach, Niedersachsengiebel mit Uhlenloch, Pferdeköpfen und der Grooten Door mit Korbbogen, wurde 1830 auf dem Üllerks Hof gebaut. Der Heimatverein Niedersachsen vesetzte 1912/13 das Haus zum heutigen Standort als Heimathaus.
Das Landesdenkmalamt befand u. a.: „… ein regionstypisches Hallenhaus der ersten Hälfte des 19. Jahrhunderts in Zweiständerkonstruktion ….“

## Heimatmuseum Scheeßel

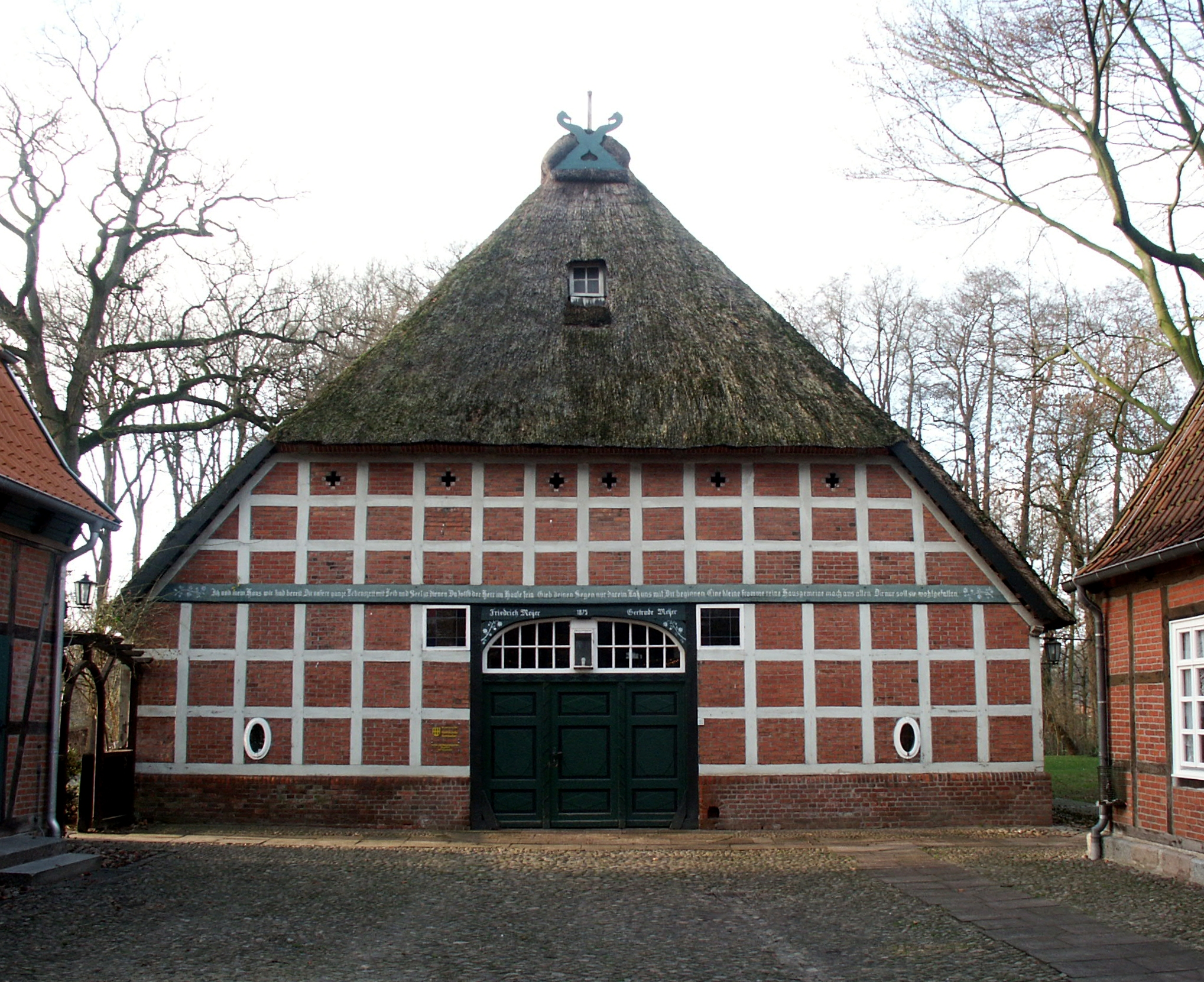
Meyerhof (2006)

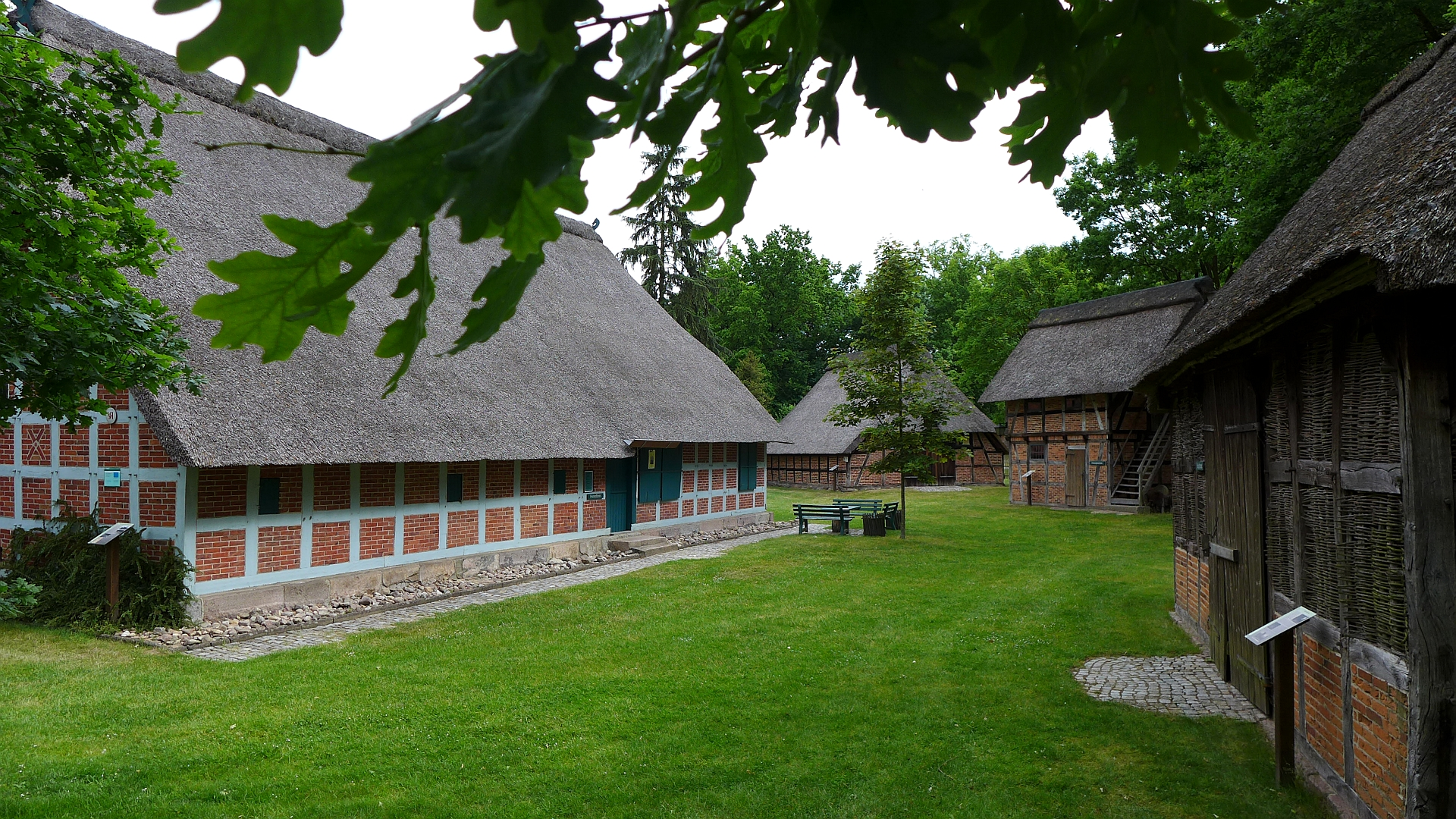
Ensemble verschiedener bäuerlicher Bauten (2015)

Der Heimatverein Niedersachsen (Am Meyerhof 1), 1905 gegründet von Persönlichkeiten aus Bremen und Hamburg zur Bewahrung des Niedersächsischen Volkstums, betreibt das Heimatmuseum in der Ortsmitte. Es ist eines der ältesten Museen Niedersachsens. Der im April 1905 gegründete Heimatverein Scheeßel wurde in den ersten Jahren als Zweigverein geführt. In den Abteilungen Blaudruck und Weben-Spinnen-Klöppeln werden alte Handwerktechniken gezeigt und [aus]geübt. Die Sammlungen zeigen zudem Kunst, Trachten und Textilien.
Das Museum besteht aus 14 größtenteils historischen Gebäuden, u. a.
- dem o. a. ehemaligen Wohn- und Wirtschaftsgebäude Zevener Straße 18 mit dem translozierten Heimathaus; hier wird die bäuerliche Wohn- und Arbeitswelt des 19. und beginnenden 20. Jahrhunderts dargestellt; auf dem Areal stehen weitere Häuser, darunter
  - die Flechtscheune,
  - der Honigspeicher,
  - das ehemalige Backhaus vom Hof Brunckhorst in Vahlde, in Fachwerk mit Satteldach und Ladeluke, das 1970/72 versetzt wurde und in dem 1962 zum letzten Mal gebacken wurde,
  - der ehemalige Schafstall, seit 1969 mit der Tanz- und Trachtengruppe De Beekscheepers,
  - das Wirtschaftsgebäude mit Küche und Sanitärräumen, welches 1994 noch um vier Gefache ergänzt wurde,
- der 300 Meter entfernten Hofanlage Am Meyerhof 1 auf dem Meyerhofgelände mit dem Wohn- und Wirtschaftsgebäude von 1875 als Kultur- und Begegnungsstätte und Trauzimmer, Kunstgewerbehaus, Weberhaus mit Blaudruckereiausstellung, Blaudruckerspeicher, Schmiede, dem Doppel-Häuslingshaus, einem Schafstall und dem Torhaus.